# Hotzenwald

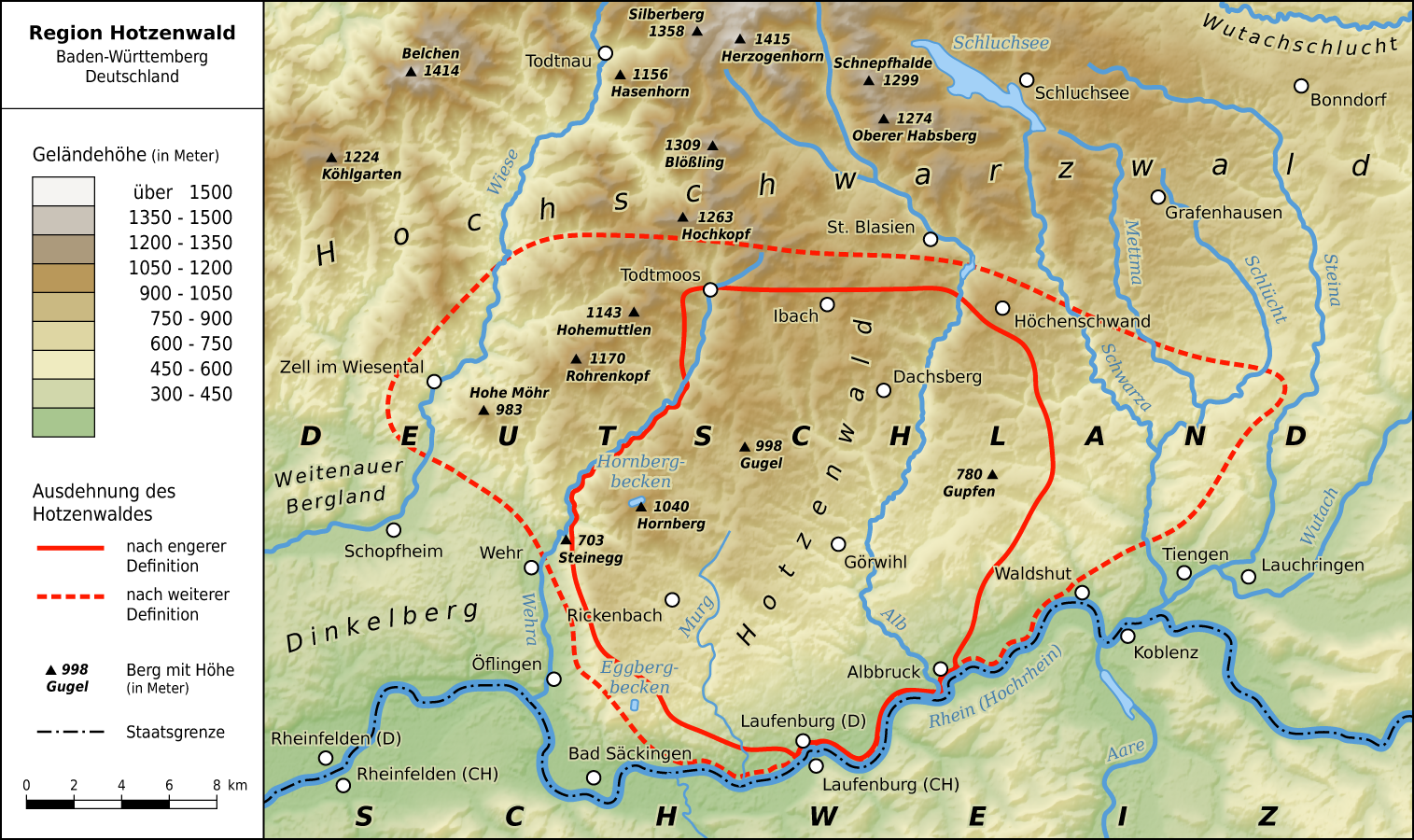
Topographische Karte des Hotzenwalds

Der Hotzenwald ist eine Landschaft und Region im Südschwarzwald im Landkreis Waldshut. Die Landschaft entsprach weitgehend dem Habsburger Verwaltungsgebiet der sogenannten Grafschaft Hauenstein mit Sitz im Waldvogteiamt.

## Geografische Lage und Topografie

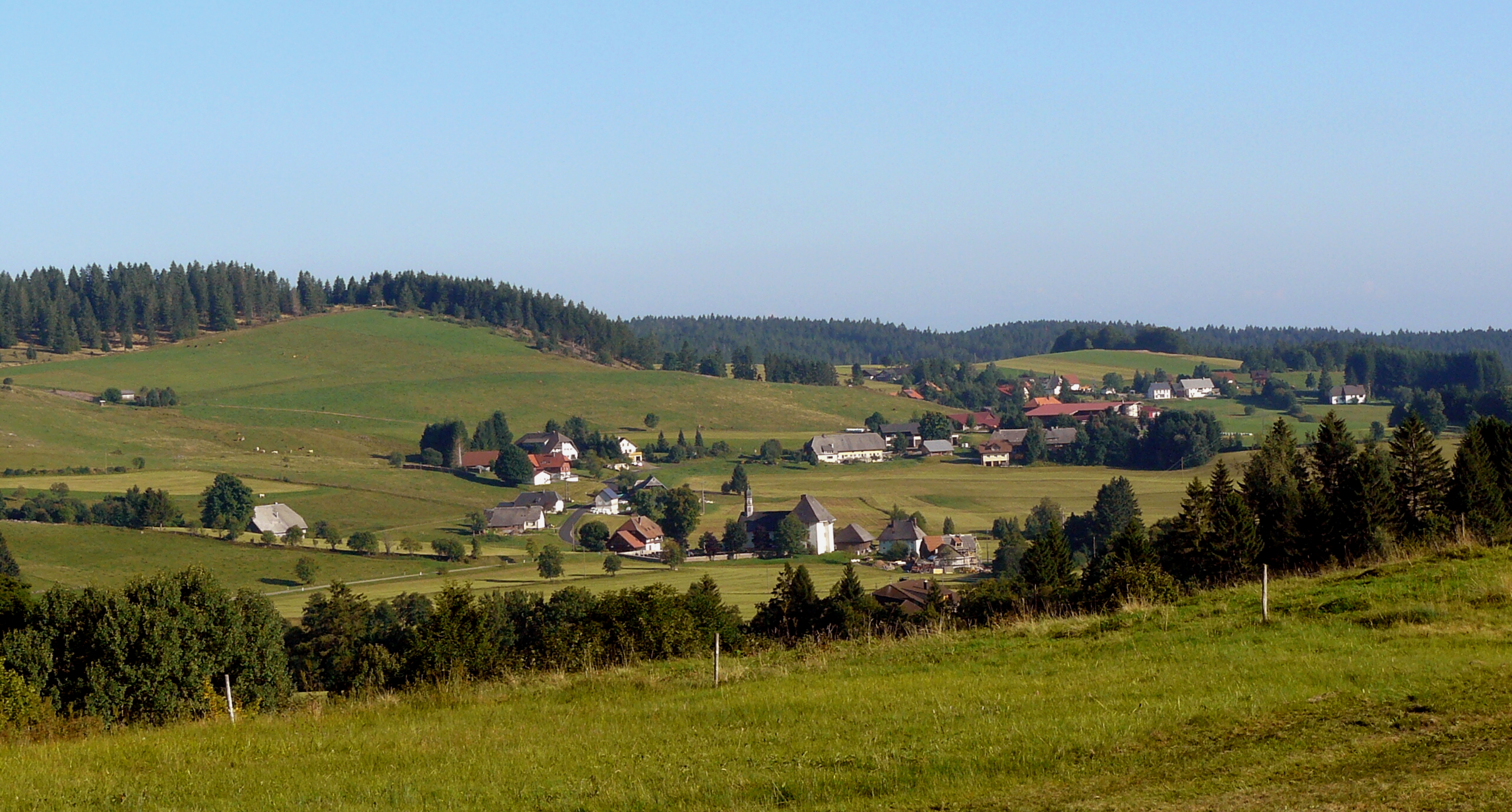
Hotzenwaldlandschaft bei Ibach

Das Gebiet des Hotzenwaldes ist nicht genau definiert. Im engeren Sinn ist der Hotzenwald das südlichste Gebiet des Südschwarzwaldes, das nach Westen in etwa durch die Wehra, im Norden in etwa durch den Oberlauf der Alb bei St. Blasien, im Osten durch den Bergrücken zwischen Alb und Schlücht sowie im Süden durch den Hochrhein und Klettgau begrenzt wird. Diese Eingrenzung des Hotzenwaldes deckt sich in etwa mit dem Gebiet der ehemaligen Grafschaft Hauenstein.
Im weiteren Sinn werden Gebiete dem Hotzenwald zugerechnet, die mit dem historisch im Südschwarzwald bedeutenden Kloster St. Blasien oder der Grafschaft Hauenstein in Verbindung standen. Hierzu gehört beispielsweise die Gemarkung von Gersbach (Schopfheim), welche im Jahr 1166 durch die Schenkung einer Kirche an das Kloster St. Blasien erstmals schriftlich erwähnt wurde und direkt nordwestlich der Wehra liegt. Weiter sind dies im Nord-Westen die Gebiete bis zum Mittel- und Oberlauf der Wiese und im Osten bis zum Bergrücken zwischen Schlücht und Steina.
Die Region erstreckt sich nach beiden Definitionen überwiegend über mittlere und hohe Lagen des Südschwarzwaldes. Sie steigt vom Niveau des Hochrheins (etwa 300 m ü. NN) zügig an und erreicht auf dem größten Teil der Fläche eine Höhe von 500 bis über 1000 m ü. NN. Die Region fällt von den Erhebungen des Südschwarzwaldes im Norden zum Hochrhein im Süden hin ab und ist gekennzeichnet durch sonnige Hochebenen und Hochtäler.
Die Flüsse im Hotzenwald bilden im Oberlauf in der Regel ein Hochtal und schneiden in ihrem weiteren Verlauf tief in das Grundgebirge des Schwarzwaldes ein. Sie folgen dem Gefälle des Südschwarzwaldes in Nord-Süd-Richtung und münden schließlich als rechte Nebenflüsse in den Rhein. Flüsse in der Region Hotzenwald sind von Westen nach Osten Wiese, Wehra, Murg, Alb und Schlücht.
Die Gemeinden im Kern der Region sind Rickenbach, Herrischried, Dachsberg und Görwihl.

## Geologie

### Grundgebirge
Die ältesten im Hotzenwald vorkommenden Steine sind Gneise und Migmatite, die im Paläozoikum entstanden. Der größte Teil des Hotzenwaldes ist das Granitland zwischen Bernau und Bad Säckingen. Die hier vorkommenden Granitgesteine sind Untersuchungen zufolge 325 bis 335 Millionen Jahre alt. Weitere Bodenbestandteile sind Granitporphyr und Lamprophyr. Bei Laufenburg durchschnitt einst der Kleine Laufen das Grundgebirge, er ist heute überstaut.

### Deckgebirge

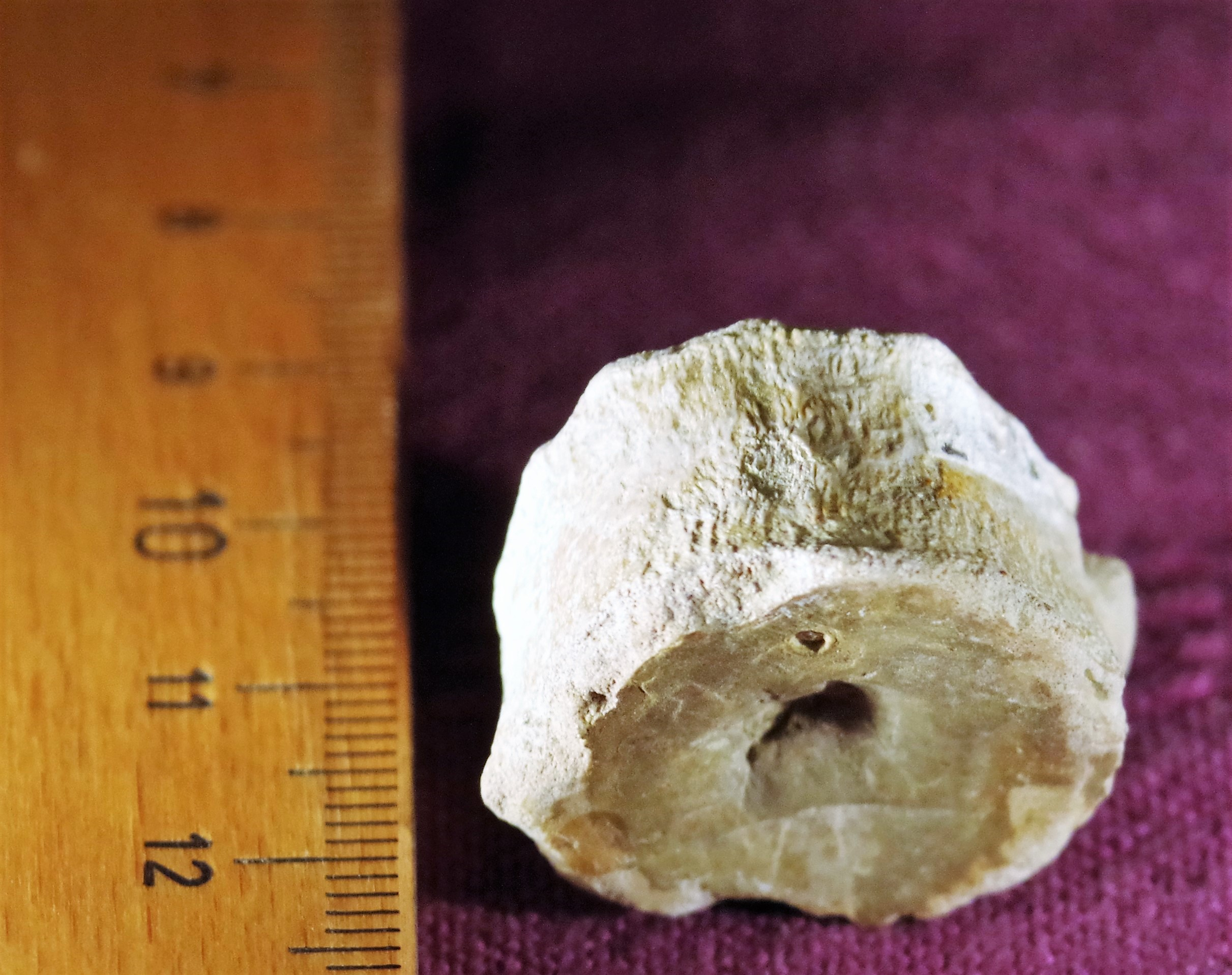
Wirbelknochen eines Ichthyosauriers, Fundort: Oberalpfen, Hotzenwald, Unterer Muschelkalk

Im östlichen und südöstlichen Hotzenwald überlagert das Deckgebirge das Grundgebirge. Die im Durchschnitt 15 Meter mächtige, direkt auf dem Grundgebirge aufliegende Buntsandsteinschicht ist laut Untersuchungen im Raum Waldshut/Dogern aufgegliedert in drei Teile: oben befinden sich 8 Meter Röttonsteine, darunter etwa 5 Meter mit Karneol gemischter Sandstein (Karneolhorizont) und ganz unten über dem Grundgebirge eine zirka 2,5 Meter dicke Schicht groben Mühlsandsteins. Bei Oberalpfen und Unteralpfen ist der Wellenkalk ausgewittert. In Lesesteinen finden sich zahlreiche Fossilien.

### Gletscher
Während der Würm-Kaltzeit bedeckte der Albtalgletscher den Hotzenwald von Norden her bis kurz vor Görwihl. Die Ausbreitungsgrenzen des Schwarzwaldgletschers der Riß-Kaltzeit sind heute nicht mehr genau bekannt, es ist aber davon auszugehen, dass er ebenfalls von Norden her bis vor Hottingen reichte. Die Funde aus der Riß-Kaltzeit stammender alpiner Kiese lassen vermuten, dass die von den Alpen kommenden Gletscher bis nördlich von Waldshut-Tiengen reichten. Ein Zusammenstoß des Schwarzwaldgletschers und der alpinen Gletscher hat aber höchstwahrscheinlich nicht stattgefunden.

## Vegetation

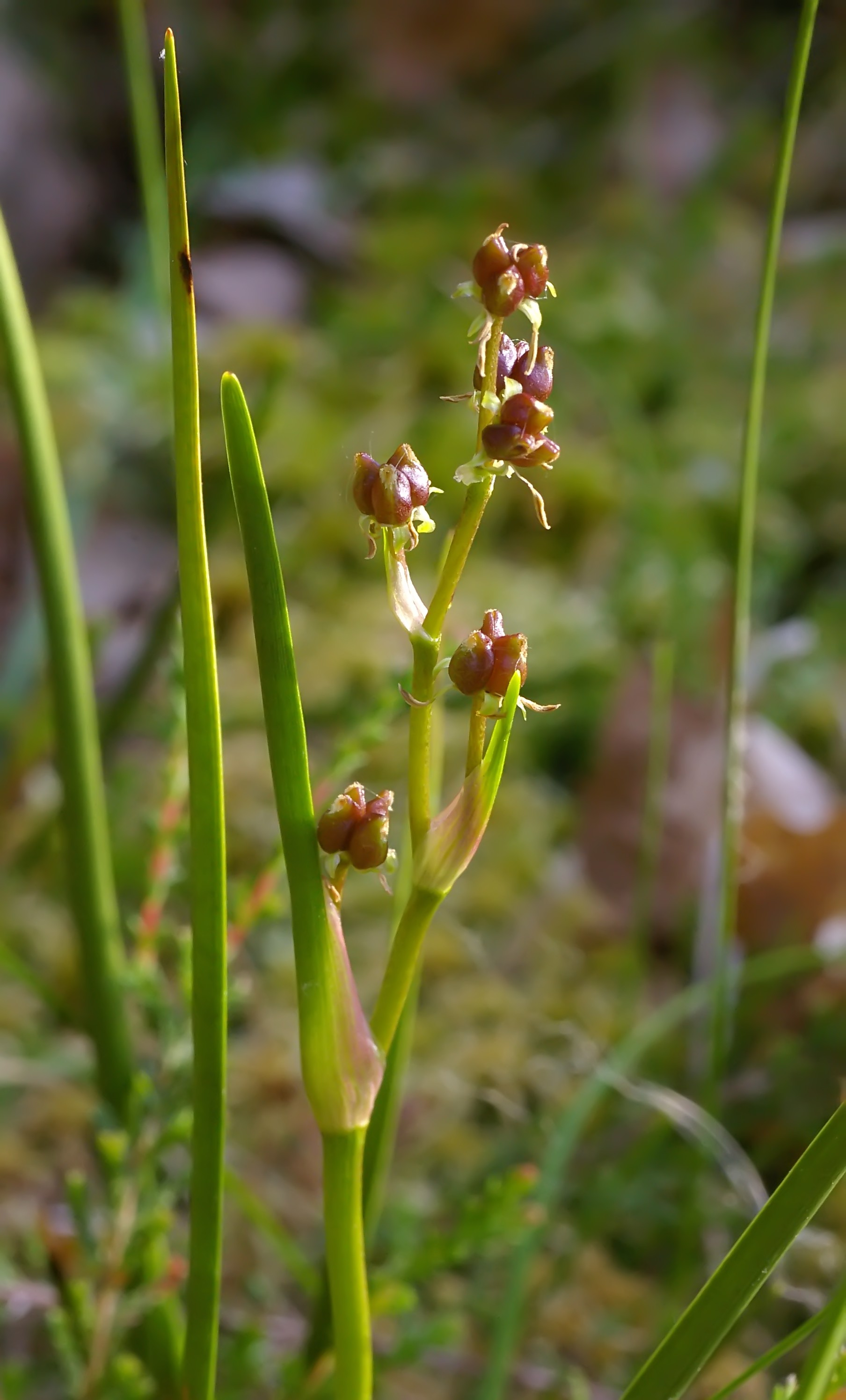
Blumenbinse (Scheuchzeria palustris)

Nach der Eiszeit herrschte in der Hotzenwaldregion Tundrenklima. Buchen als vorherrschende Pflanzenart können für bis zu 600 v. Chr. nachgewiesen werden. Weiterhin dienen Getreidepollen, die ebenfalls diesem Zeitraum zugeordnet werden können, als Beweis für eine erste Besiedlung des Hotzenwalds. Um 1000 n. Chr. löste die Fichte die Buche in ihrer vorherrschenden Rolle ab.

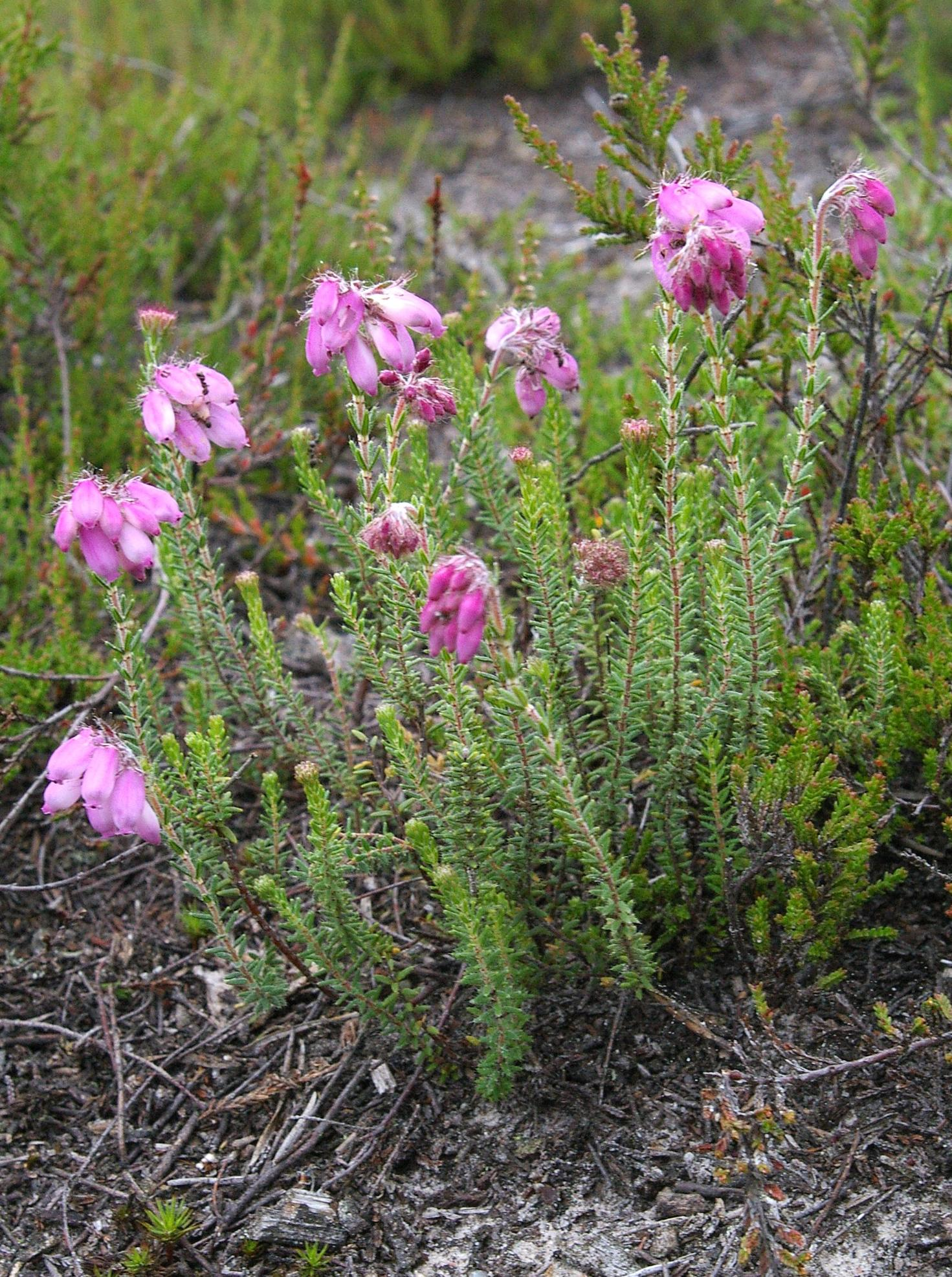
Glockenheide (Erica tetralix)

Die Hoch- und Übergangsmoore vor allem im Ibach/Dachsberger Bereich besitzen als Überbleibsel der Eiszeit ein reiches Vorkommen ansonsten im Schwarzwald begrenzt vorkommender Pflanzen wie Rosmarinheide, Schlamm- und Wenigblütige Segge, Blumenbinsen, Alpen-Rasenbinse, Weißes Schnabelried oder Alpenlattich. Der europäische Siebenstern hat im Hotzenwald ein verstärktes Vorkommen, die Glockenheide ihr einziges natürliches Vorkommen im gesamten süddeutschen Raum. Vor allem in der ersten Hälfte des 20. Jahrhunderts wurde durch forstliche Versuche zur Entwässerung die Anzahl der Moore drastisch gesenkt. Daher wurden einige Moore im Hotzenwald zu Naturschutzgebieten erklärt, im Jahr 1998 waren es zehn Stück. Darüber hinaus wird versucht, ehemalige Moore wieder zu regenerieren.
Die Wälder im Ibach/Dachsberger Bereich sowie der Oberwald bestehen hauptsächlich aus Tannen, Buchen und Fichten. In den abflussarmen Wannen werden diese durch Moore oder Fichtenwälder unterbrochen. In der zweiten Hälfte des 20. Jahrhunderts wandelten sich einige Hochweiden in Fichtenwälder. Ebenfalls in dieser Zeit wurde mit der Aufforstung der steilen Talschlüsse, Hänge und ungenutzter Talwiesen begonnen. Dahingegen wurde der Vorwald-Terrassenhang überwiegend abgerodet.
Auf den Hochweiden besitzt der Flügelginster eine vorherrschende Rolle.

## Klima
Der Hotzenwald gehört zu den niederschlagsreichsten Gebieten des Schwarzwaldes. Nördlich des Todtmooser Bereichs schlug es in den Jahren 1891 bis 1930 im Durchschnitt jährlich rund 2000 mm nieder, in den Höhenlagen des Herrischrieder Bereichs 1800 mm. In der Rickenbacher Region schlug es im Durchschnitt nur noch 1300 mm nieder. Im unterhalb des Hotzenwalds liegenden St. Blasien regnete es etwa 1400 mm im Jahr. Das Ibacher Gebiet rangiert auch bei der Anzahl der Tage mit mehr als 10 mm Niederschlag obenauf, im Durchschnitt sind es 70 Tage im Jahr.
Die Lufttemperatur der Gebiete bei 1000–1100 m. ü. NN liegt im Jahresdurchschnitt bei 5–5,5 °C. Auch in den Talmulden in etwa 700 m. ü. NN Höhe beträgt die Jahresdurchschnittstemperatur nur rund 6,0 °C. Erst die Vorwaldterrassenhänge auf etwa 500 m Höhe erreichen im Jahresschnitt 8,0 °C, die auf 350 m sogar 8,9 °C.
Die durchschnittliche Anzahl der Tage mit Schneedecke liegt im Ibach/Dachsberger Bereich zwischen 120 und 140, im Hohen Hotzenwald sind es noch 100 Tage. Die größten Schneehöhen schwanken zwischen 80 und 100 Zentimetern.
Die häufigen Nebel im Hochrheintal (an 40 bis 95 Tagen im Jahr) steigen selten über 700 m hinaus. Erst über 1000 m steigen die Nebeltage wieder stark auf 90 bis 160 jährlich.

## Geschichte

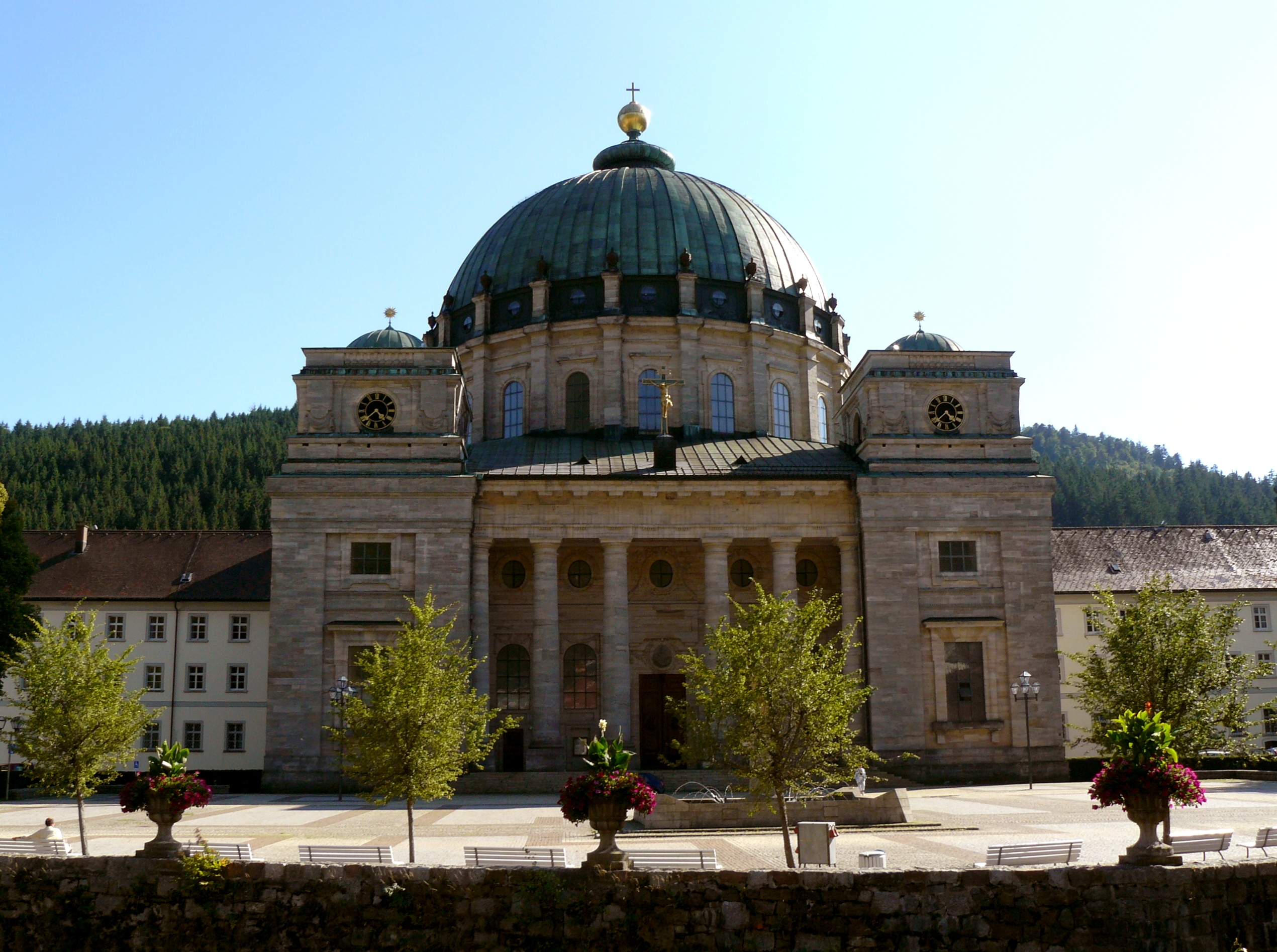
Dom und ehemalige Klosterkirche in St. Blasien

Der heutige Hotzenwald war als Grafschaft Hauenstein vor 1806 Teil Vorderösterreichs und somit Hoheitsgebiet des Hauses Habsburg, wie auch die vier Waldstädte am Hochrhein – Rheinfelden, Säckingen, Laufenburg, Waldshut – und das Kloster St. Blasien. Die Stadt Waldshut war der Verwaltungsmittelpunkt, dort saß der Waldvogt im Waldvogteiamt. Merk schreibt in seiner Abhandlung folgendes zur Frühgeschichte des Hotzenwalds: „Das Land, wo diese Einung bestand, ist der südöstliche Theil des Schwarzwaldes, und gehörte in den ältesten Zeiten zum marcianischen Walde, der seinen Namen wohl nicht vom Mars, wie einige annehmen, sondern von den Markomannen erhielt, welche in dieser Gegend als Nachbarn der Rauracher, Tulinger, und Latobringer wohnten und Marbod, nach einigen drohenden Bewegungen gegen Gallien, sich plötzlich vom Rheine hinwegwendend, in das Land der Bojer wanderten.“
Insbesondere die weitgehende, frühe und demokratische Selbstverwaltung der Grafschaft Hauenstein sowie die Salpetererunruhen oder Salpetererkriege werden heute mit dem Hotzenwald assoziiert. Diese Ereignisse bezeichnete Scheffel einst als „fossil gewordener Bauernkrieg“.
Eine für die Region typische Form des Bauernhauses war das Hotzenhaus.

## Wirtschaft

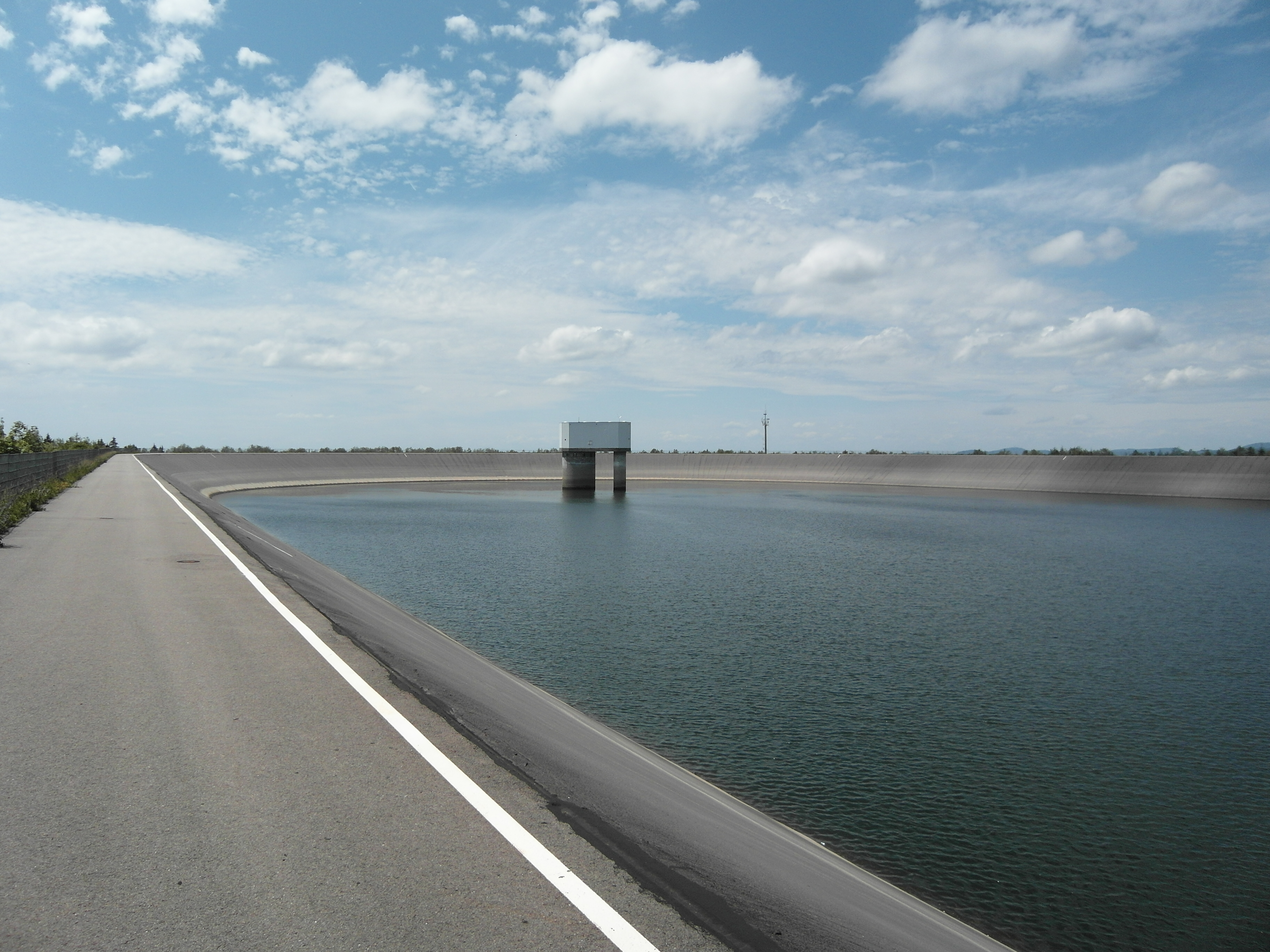
Das Hornbergbecken

In der Zeit, als sich die Bezeichnung Hotzenwald im Sprachgebrauch etablierte, verlor die Region den Anschluss an die wirtschaftliche Entwicklung, im Wesentlichen durch den Bau der Rheintalbahnlinie. Die Bergwerke im Hotzenwald sowie die Eisenhütten und -schmieden am Hochrhein wurden unrentabel. Die Holzwirtschaft und Köhlerei im Hotzenwald (aber auch anderswo) verlor ihren Absatzmarkt.
Am 10. Mai 1903 wurde die Stromabsatzgenossenschaft Waldelektra zum Antrieb von Maschinen, vor allem Webstühle, der Hotzenwälder Hausindustrie gegründet. Den Strom lieferte das Kraftwerk Rheinfelden. Die Ausführung des Leitungsnetzes wurde der AEG übertragen. Mit dem Kraftwerk wurde ein Liefervertrag für Drehstrom mit 6000 Volt verketteter Spannung auf 10 Jahre abgeschlossen.
Die Region entwickelte sich, unter anderem auch aufgrund der hier vorherrschenden Realteilung, zu einem Armenhaus in Süddeutschland. Nach dem Zweiten Weltkrieg legte das Land Baden-Württemberg ein Hotzenwaldprogramm auf, das die Ansiedlung von Gewerbebetrieben und die touristische Entwicklung förderte.
Das Hornbergbecken ermöglicht durch die topographischen Gegebenheiten eine mittlere Fallhöhe des Wassers von 625 m zur Stromerzeugung, bevor dieses in die Wehratalsperre fließt.

## Herkunft des Namens

Joseph Victor von Scheffel

Den Begriffen Hotzenwald und Hotz liegen wahrscheinlich die Hotzen genannten Pluderhosen der hauensteinischen Volkstracht zugrunde. Eine konzentrierte Erörterung der verschiedenen Deutungsvorschläge findet sich im Badischen Wörterbuch.
Der Name Hotzenwald findet sich erstmals 1848 bezeugt, als der anonyme Schreiber «Hans Guckinofe am Cholweg» in seiner anlässlich der Badischen Revolution in Hotzenwälder Mundart verfassten Revolutionsschrift Na Büachli für d’Hauesteiner den „Hotzawald“ erwähnt. Eine weitere frühe Nennung als „Hozzenwald“ erfolgt 1864 in der 4. Auflage von Joseph Victor von Scheffels Roman Der Trompeter von Säckingen. 1887 spricht der Heidelberger Wirtschaftshistoriker Eberhard Gothein in einem Vortrag 1887 vom „Hotzenwald“, womit der Begriff auch von der Wissenschaft aufgenommen worden ist. Als „Hotzenland“ hingegen wird die Region in Andrees Handatlas 1881 bezeichnet.
Der Name Hotzen für die Bewohner dieser Berglandschaft wird erstmals im Jahre 1833 fassbar, als Joseph Merk in einem Aufsatz über die Geschichte der Hauensteinischen Einung im Mittelalter von den Hotzen schreibt: „So nannte man die Waldleute spottweise wegen ihrer Pluderhosen.“ Bereits in dem ersten Werk über die Salpeterer-Unruhen, welches Pfarrer Joseph Lukas Meyer aus Gurtweil um 1810 geschrieben hatte und das erst nach seinem Tod 1821 im Jahre 1834 in Druckform herausgegeben wurde, werden die „Hotzen vom Schwarzwalde“ genannt. Der Begriff Hotzen wird 1853 auch im oben erwähnten Werk von Joseph Victor von Scheffel benutzt.

## Kultur und Traditionen

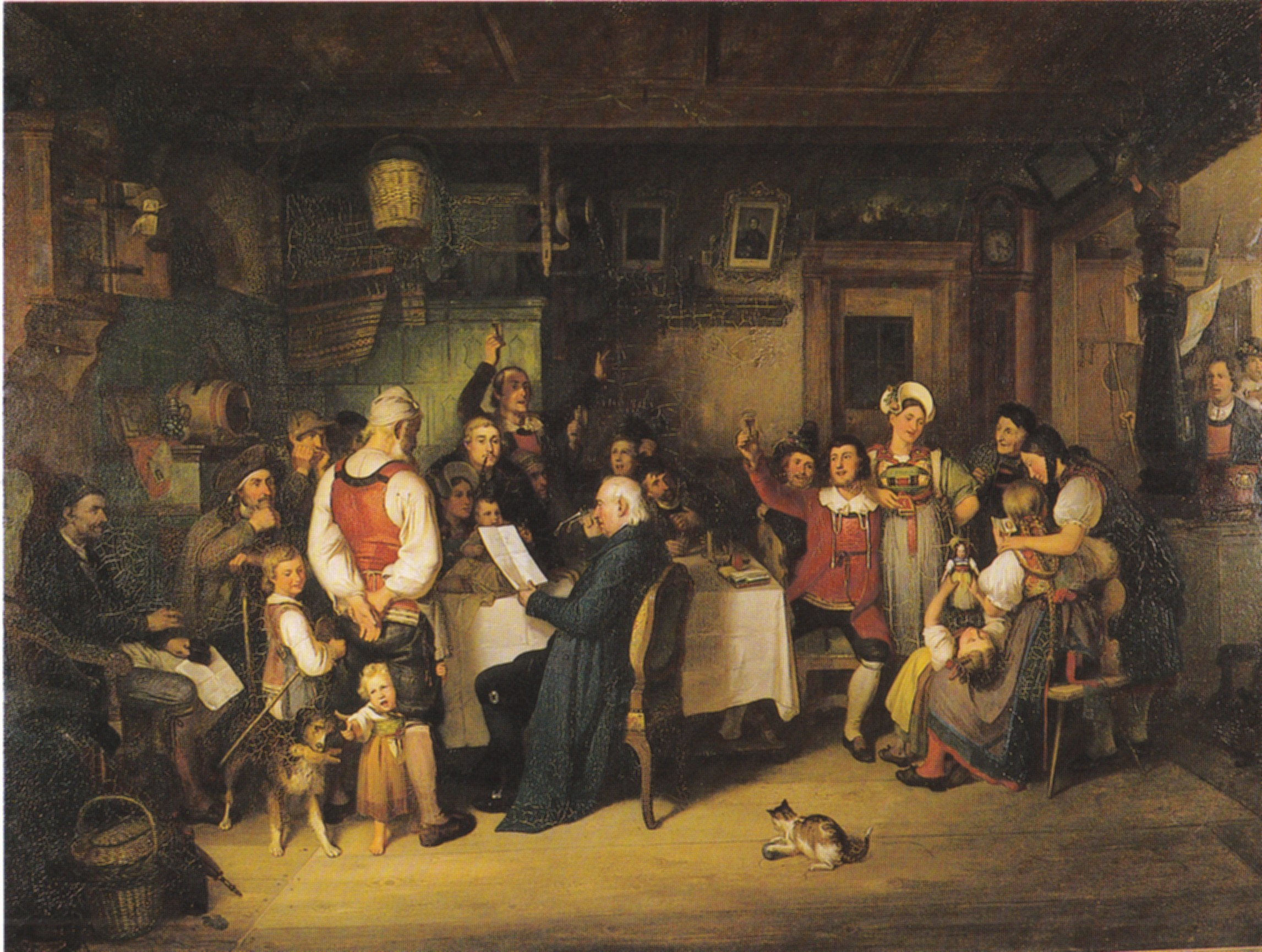
Johann Baptist Kirner: Preisverleihung in einer Hotzenwälder Bauernstube, Kunsthalle Karlsruhe

Zur Tradition des Hotzenwaldes gehört die Tracht. Heute wird diese Tradition noch in Trachtenvereinen und -kapellen gepflegt.

## Film
- Der rätselhafte Hotzenwald. Reise-Sendung, Deutschland, 2009, 28 Min., Produktion: SWR, Reihe: Fahr mal hin, Erstsendung: 6. Oktober 2009, Inhaltsangabe vom SWR